# 보불로
보불로(普佛路, Bobul-ro)는 경상북도 경주시 마동 탑마을앞에서 시작하여, 천군동을 거쳐 보불로삼거리까지 연결하는 도로이다. 2015년에 국도 제4호선으로 지정하였다.

## 노선 경로
| 이름                       | 접속 노선             | 비고 |
| -------------------------- | --------------------- | ---- |
| 탑마을앞                   | 불국로                |      |
| 마동교                     |                       |      |
| 교차로 명칭 미상           | 하동1길               |      |
| 경주공룡월드 추억의 달동네 |                       |      |
| 보불로삼거리               | 국도 제4호선 (경감로) |      |

## 같이 보기
- 보문관광단지
- 불국사